# غطاء نهائي
الغطاء النهائي هو نظام متعدد الطبقات من مختلف المواد التي تستخدم في المقام الأول للحد من كمية مياه الأمطار التي ستدخل إلى مكب النفايات بعد إغلاقه. تعمل أنظمة الغطاء النهائي المناسبة أيضًا على تقليل المياه السطحية على نظام البطانة، ومقاومة التآكل بسبب الرياح أو الجريان السطحي، والتحكم في هجرات غازات المكب، وتحسين جمالياتها.
يمكن أن يشمل نظام الغطاء النهائي طبقة التربة العلوية المكونة من تربة غنية بالمغذيات، وطبقة واقية للحد من آثار التجميد أو الذوبان، وطبقة التصريف التي تنقل مياه العواصف، وطبقة حاجز، وطبقة التصنيف. 

## سلامة الغطاء
بالنسبة لنظام الغطاء النهائي الذي يتكون من غشاء أرضي، يجب إجراء تحليل للخواص الميكانيكية للأغشية الأرضية لضمان عدم تعرض سلامة الغطاء للخطر من خلال الهبوط الموضعي، والانحناء، وثبات ميل الغطاء. 

### هبوط موضعي
يؤدي هبوط الموضعية إلى إجهاد الشد في الأغشية الأرضية، مما قد يهدد سلامة الغطاء النهائي. يمكن النظر إلى حجم إجهاد الشد كدالة لأبعاد منطقة الهبوط وخصائص تربة الغطاء. عادة ما يعرف إجهاد الشد المسموح به للأغشية الأرضية؛ من أجل ضمان استقرار الغطاء النهائي، يجب أن يتجاوز إجهاد الشد المسموح به بواسطة غشاء أرضي القيمة المحسوبة لضغط الشد الناجم عن النفايات.

### غشاء أرضي منحني
ثني الغشاء الأرضي، سواءً من وزنه الذاتي أو غطاء التربة، قد يؤدي أيضًا إلى إجهاد الشد. يجب ألا يتجاوز إجهاد الشد الناتج عن إجهاد الشد المسموح به في الغشاء الأرضي.

### تغطية الاستقرار المنحدر
يشمل تحليل ثبات الغطاء المنحدر تقييم شدة السطح البيني في الظروف الساكنة والزلزالية. من أجل إجراء تقييم لآثار نظام الغطاء النهائي الموضوعة على منحدر جانبي للنفايات ، يلزم إجراء تحليلات لثبات المنحدر. يفترض تحليل ثبات المنحدر أن القوى الدافعة المسببة للحركة ترجع إلى وزن المواد والقوى التي تحكم المقاومة ترجع إلى قوة المواد. يقوم معظم المهندسين بتصميم المنحدر الدائم بحيث يكون الحد الأدنى لعامل السلامة هو 1.5 عند الميل المصمم (عادةً 3 س: 1 فولت) للتحميل الثابت. يزيد انحدار المنحدر الماضي ميل التصميم القوى الدافعة وبالتالي تقليل عامل الأمان. قد يؤدي تقليل عامل الأمان بعد 1.0 إلى دفع مكونات نظام الغطاء النهائي إلى أبعد من حدود الاستقرار.